# カグラザメ目
カグラザメ目（Hexanchiformes）とは、軟骨魚綱板鰓亜綱（ばんさいあこう）の下位分類群。ラブカやカグラザメといった比較的原始的なタイプのサメを含む。背鰭は1基で、鰓裂が6対または7対と他のサメより多いのが特徴。水深1000m までの深海から見つかることが多い。現生種は7種。

## 分類
カグラザメ目は2科4属7種を含む。ラブカ・African frilled shark・カグラザメ・シロカグラ・Atlantic sixgill sharkは6 対、エビスザメ・エドアブラザメは7 対の鰓裂をもつ。
ラブカ科を独立の目とする分類を使用する研究者もいるが、形態的な系統解析手法や全ミトコンドリアゲノム解析の結果、ラブカ科は他のカグラザメ目のサメ全ての姉妹群となるものの、カグラザメ目に含まれるという単系統が強く支持されており、世界的にはラブカ目を認めない分類が主流である。

### ラブカ科 Chlamydoselachidae
ラブカ科  Chlamydoselachidae は1属2種。
- ラブカ属 Chlamydoselachus
  - ラブカ Frilled shark Chlamydoselachus anguineus Garman, 1884
  - ミナミアフリカラブカ[5] African frilled sharkChlamydoselachus africana Ebert & Compagno, 2009

### カグラザメ科 Hexanchidae
カグラザメ科 Hexanchidae は3属5種を含む。
- エドアブラザメ属 Heptranchias
  - エドアブラザメ Sharpnose sevengill shark Heptranchias perlo (Bonnaterre, 1788)
- エビスザメ属 Notorynchus
  - エビスザメ Broadnose sevengill shark Notorynchus cepedianus (Peron, 1807)
- カグラザメ属 Hexanchus
  - カグラザメ Bluntnose sixgill shark Hexanchus griseus (Bonnaterre, 1788)
  - シロカグラ Bigeye sixgill shark Hexanchus nakamurai (Teng, 1962)
  - Atlantic sixgill shark Hexanchus vitulus Springer & Waller, 1969